# 射水市
射水市（いみずし）は、富山県のほぼ中央部に位置する県第3位の都市。
中枢中核都市に指定されている。

## 地理
北は富山湾に面しており、中央に射水平野、南部に射水丘陵がある。高度成長期には富山新港が整備され、太閤山にはニュータウンが造成されるとともに大学や研究機関等が進出した。
- 山：高津峰山
- 河川：庄川、小矢部川、内川、和田川、下条川、新堀川、新鍛冶川、大坪川
- 湖沼：足洗潟、薬勝寺池

### 隣接している自治体
- 富山市
- 高岡市（高岡市と射水市との防災相互応援協定書締結）
- 砺波市

## 歴史
- 2005年11月1日 - 新湊市並びに射水郡小杉町、大門町、大島町及び下村が合併して、射水市が発足する。

### 合併の経緯
全国的な「平成の大合併」の流れの中、この地域では射水郡の4町村の合併による市への移行、新湊市を含む5市町村の合併、また高岡市、氷見市、小矢部市、福岡町を含めた広域合併などが検討されたが、住民アンケートや2003年（平成15年）2月に行われた小杉町の住民投票の結果などを受けて、同年5月14日に新湊市を含む5市町村による合併協議会が設置された。
合併協議会では新市名の一般公募を行い、その結果「射水市」、「いみず市」、「射水野市」など「射水」を含む市名が多数を占め、最終的には新市名を「射水市」とすることが決定された。新湊市も、かつては全域が射水郡内に属していた。
当初は合併期日を2005年（平成17年）3月31日の予定としていたが、小杉町長の土井由三が射水郡4町村のみでの合併を主張して合併協議会からの離脱を表明し、一方で大門町、下村、大島町は5市町村での合併を主張したため、協議は一時休止となった。
しかしその後、2004年（平成16年）8月29日に行われた小杉町の5市町村での合併の是非を問う住民投票の結果、賛成多数となったため、当初予定されていた合併期日には遅れることとなったが合併協議は再開され、2005年（平成17年）11月1日に「射水市」として合併することで合意、2005年（平成17年）2月25日に合併協定に調印し、5市町村と富山県議会の可決を経て、7月21日には総務大臣が官報に告示した。これによって、11月1日に5市町村が合併して射水市が発足することとなった（射水郡は消滅）。
- 合併に伴い、以下の地名が変更された[2]。
  - （小杉町）北野 → 小杉北野 - 大島町北野との区別のため
  - （大島町）北野 → 大島北野 - 小杉町北野との区別のため
  - （小杉町）白石 → 小杉白石 - 下村白石との区別のため。なお、両地区は隣接していて、下村白石を大白石、小杉町白石と小白石と呼んで区別しており、これらも新地名の候補であった[3]。
  - （大門町）本江 → 大門本江 - 新湊市本江との区別のため
  - （下村）三箇 → 下村三箇 - 小杉町三ヶとの区別のため
  - （小杉町）下条 → 橋下条 - 大門町下条との区別のため。なお、橋下条は小杉町と合併する前の村名で、小学校、消防団などの名前として残っていた[3]。
  - （下村）小杉 → 倉垣小杉 - 「射水市小杉」では旧小杉町と勘違いされて不都合なため、古い地名の倉垣小杉に名称を変更する[3]。

- 2007年1月　市民憲章制定。
- 2007年3月　市民の歌「水きららかに街を射して」制定[4]。
- 2016年10月11日 - 市の新庁舎が開庁。9月26日より順次移転を開始し、大島庁舎と布目庁舎を除き分庁舎が廃止され、新庁舎へ統合される[5][6]。

中枢中核都市に指定されている。政令指定都市・中核市・特例市・保健所政令市・計量特定市のいずれでもなく県庁所在地でもない市が指定を受けるのは当市と山口県宇部市の2箇所のみである。

## 人口
| |                                        |  |
| 射水市と全国の年齢別人口分布（2005年） | 射水市の年齢・男女別人口分布（2005年） |  |
| ■紫色 ― 射水市 ■緑色 ― 日本全国 | ■青色 ― 男性 ■赤色 ― 女性              |  |
| 射水市（に相当する地域）の人口の推移 \| 1970年（昭和45年） \| 83,631人 \| \| \| 1975年（昭和50年） \| 88,372人 \| \| \| 1980年（昭和55年） \| 91,317人 \| \| \| 1985年（昭和60年） \| 93,742人 \| \| \| 1990年（平成2年） \| 92,912人 \| \| \| 1995年（平成7年） \| 92,981人 \| \| \| 2000年（平成12年） \| 93,503人 \| \| \| 2005年（平成17年） \| 94,209人 \| \| \| 2010年（平成22年） \| 93,588人 \| \| \| 2015年（平成27年） \| 92,308人 \| \| \| 2020年（令和2年） \| 90,742人 \| \| |                                        |  |
| 総務省統計局 国勢調査より |                                        |  |
| 1970年（昭和45年） | 83,631人                               |  |
| 1975年（昭和50年） | 88,372人                               |  |
| 1980年（昭和55年） | 91,317人                               |  |
| 1985年（昭和60年） | 93,742人                               |  |
| 1990年（平成2年） | 92,912人                               |  |
| 1995年（平成7年） | 92,981人                               |  |
| 2000年（平成12年） | 93,503人                               |  |
| 2005年（平成17年） | 94,209人                               |  |
| 2010年（平成22年） | 93,588人                               |  |
| 2015年（平成27年） | 92,308人                               |  |
| 2020年（令和2年） | 90,742人                               |  |

## 行政

### 市の行政機関
- 職務執行者：田所稔（旧大門町長） -- 2005年11月1日から新市長就任まで。
- 初代市長：分家静男（旧新湊市長） -- 2005年11月27日 - 2009年11月26日
- 第2代市長：夏野元志（元富山県議） -- 2009年11月27日 - （4期目[8]）

初代市長を選ぶ選挙は2005年11月20日に告示、27日に投票が行われ、接戦が予想されたが分家氏が大差をつけて選出された。この選挙には旧新湊市長、旧小杉町長、旧大島町長が立候補したため、旧市町村の首長の中で立候補しなかった2名のうち旧大門町長が職務執行者に選出された。
市役所は、以下の3つの庁舎に分かれている。
| 庁舎     | 住所                            | 業務 |
| -------- | ------------------------------- | --- |
| 本庁舎   | 〒939-0294 射水市新開発410番地1 | 市長、助役、収入役、企画総務部、会計課、選挙管理委員会、市議会、教育委員会、監査委員事務局、福祉保健部、市民環境部ほか |
| 大島庁舎 | 〒939-0292 射水市小島703番地    | 産業経済部、農業委員会事務局、都市整備部ほか                                                                           |
| 布目庁舎 | 〒934-0048 射水市布目1番地      | 上下水道部 |

- 射水市消防本部
- 射水市民病院

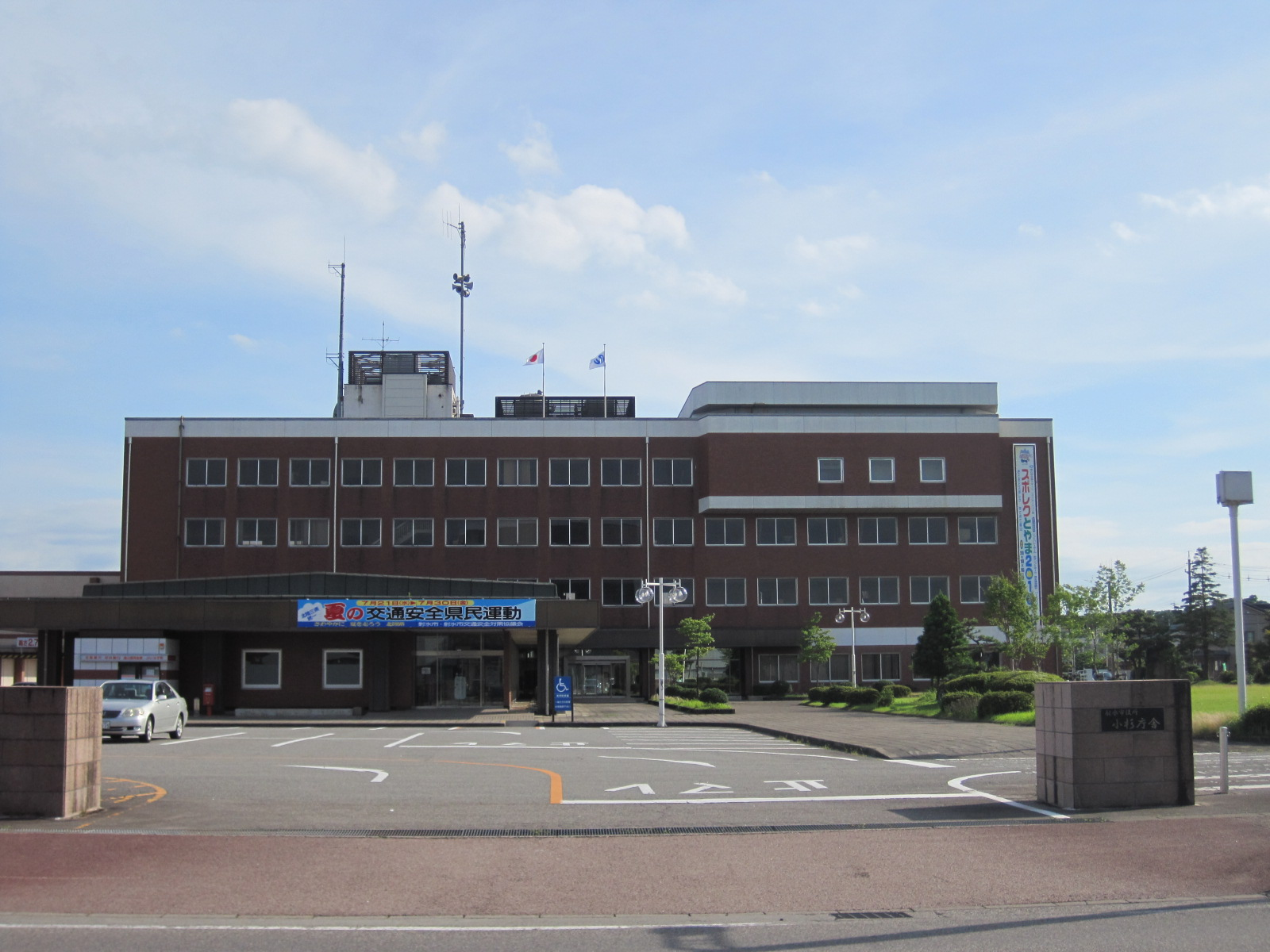
旧射水市役所（小杉庁舎・現在は解体されて現存しない）

合併当初は「分庁舎方式」で、合併前の各市町村の役場、およびかつての射水地区広域圏の事務所がそれぞれ分庁舎となっていた。2016年9月23日まで、新市の事務所は小杉庁舎（旧小杉町役場）に、市議会会議場は新湊庁舎（旧新湊市役所）に置かれていた。布目庁舎（旧射水地区広域圏事務所）以外の各分庁舎には、各種届の受付などを行う行政センターが設けられていた。
2016年10月11日に統合新庁舎が開庁し、新庁舎・大島庁舎・布目庁舎の3庁舎体制となった。新湊庁舎・小杉庁舎・大門庁舎・下庁舎は廃止された。

### 県の行政機関
- 富山県射水警察署（射水市・高岡市牧野地区）
- 富山県薬事研究所
- 富山県衛生研究所
- 富山県木材研究所

## 立法

### 県政
富山県議会議員
射水市から選出される富山県議会議員の定数は、3議席である。現在の任期は、2019年4月30日から2023年4月29日までである。
- 永森直人
- 八嶋浩久
- 津本二三男

### 国政
衆議院
射水市は、高岡市・氷見市・砺波市・小矢部市・南砺市と構成される比例北陸信越ブロック・富山県第3区が衆議院選挙区となる。
参議院
射水市は、参議院 北陸信越ブロック・富山県選挙区（全県区）に属し定数は2議席である。

## 司法
- 富山地方裁判所高岡支部（射水市・高岡市・氷見市・小矢部市・砺波市・南砺市）
- 富山家庭裁判所高岡支部（射水市・高岡市・氷見市・小矢部市・砺波市・南砺市）
- 高岡簡易裁判所（射水市・高岡市・氷見市・小矢部市・砺波市・南砺市）

## 姉妹都市・提携都市

### 国内
- 剣淵町（北海道）
  - 1995年6月1日、旧大門町と剣淵町が友好都市提携。射水市の発足に伴い2006年5月11日に改めて姉妹都市提携。
- 千曲市（長野県）
  - 2004年4月29日、旧新湊市と旧更埴市が姉妹都市提携。射水市の発足に伴い2006年5月23日に改めて姉妹都市提携。

### 海外
- 台湾 台北市士林区

## 地域

### 地区
射水市は合併前の市町村の区域ごとに「新湊」、「小杉」、「大門」、「下」、「大島」の5地区からなる。
射水市の「地域振興会」および「コミュニティセンター」は、これらをさらに細分化し27地区から構成される。

#### 新湊地区（旧・新湊市）
富山新港を地理的な中心とする臨海工業地帯。新湊市街地は高岡市の牧野地区と富山新港によって旧市域の郊外および旧射水郡とは隔てられる形となる。「日本のベニス」と称される内川や海王丸パークなどが所在しており、射水市内の観光の中枢を担うエリアとなっている。新湊旋風などに代表される地元意識の強さや、珍姓の宝庫としても有名。
なお新湊市街地（市制施行時の区域（新湊、放生津、庄西の３地区））をまとめて「新湊地区」とする場合がある。
- 放生津（ほうじょうづ／ほうしょうづ）

射水市のうち、北西部の半飛び地となっている新湊市街（万葉線沿線地域）のうち東側で、放生津小学校の通学区域。新湊地区とともに旧・新湊市の中心部だった地区。東端の海王丸パークは富山新港に接しており、対岸の堀岡地区とは新湊大橋およびフェリーでの往来となる。
- 新湊（しんみなと）

新湊市街地のうち西側の地域で新湊小学校の通学区域のうち、庄西地区（庄川以西）をのぞく地域。新湊地区センターが所在しており、放生津地区とともに旧・新湊市時代の中心部となる。
- 庄西（しょうせい）

新湊市街地のうち、庄川以西の大字「庄西町」に相当する地域。庄川河口と小矢部川河口に挟まれる形で位置しており、南方の高岡市吉久地区のみ陸地で隣接している形となる。中伏木小学校の廃校前は、庄西地区がその通学区域の全域だった。
- 作道（つくりみち）

1953年4月1日に新湊市に編入された射水郡作道村だった地域。射水市新湊博物館の所在する地区。
- 堀岡（ほりおか）

1953年4月1日に新湊市に編入された射水郡堀岡村だった地域。
- 海老江（えびえ）

1953年4月1日に新湊市に編入された射水郡海老江村だった地域。富山高等専門学校射水キャンパスが所在。
- 本江（ほんごう）

1953年4月1日に新湊市に編入された射水郡本江村だった地域。1915年1月1日以前は打出本江村という村名だった。
- 七美（しちみ）

1953年4月1日に新湊市に編入された射水郡七美村だった地域。
- 片口（かたぐち）

1953年4月1日に新湊市に編入された射水郡片口村だった地域。
- 塚原（つかはら）

1953年10月5日に新湊市に編入された射水郡塚原村だった地域。射水市民病院の所在する地区。

#### 小杉地区（旧・小杉町）
ゆるやかな丘陵地帯が広がる地域で、小杉市街地と周辺の田園および中山間地域から成る。南部に日本海側最大級の住宅団地・太閤山ニュータウンを擁しており、人口はここ半世紀で倍増している。近年は「鏝絵のまち」として町おこししている。
なお戸破、三ヶ、橋下条、金山、黒河の各地区はそれぞれ、現在太閤山ニュータウンとなっているエリアをのぞく。
- 戸破（ひばり）

町村制施行当初の射水郡小杉町のうち、概ね下条川東岸などの東側の地域。射水市役所小杉地区センターが所在しており、旧・小杉町の中心地域。
- 三ヶ（さんが）

町村制施行当初の小杉町のうち、概ね下条川西岸などの西側の地域。下村の三箇と区別するために「小杉三ヶ」ともいわれる。戸破とともに小杉地域の中心部を構成する。
あいの風とやま鉄道小杉駅、富山福祉短期大学が所在する。
- 太閤山（たいこうやま）

太閤山ニュータウンのうち、大字『太閤山1～10丁目』、『太閤町』など北側の地域。
- 中太閤山（なかたいこうやま）

太閤山ニュータウンのうち、大字『中太閤山1～19丁目』の地域。
- 南太閤山（みなみたいこうやま）

太閤山ニュータウンのうち南側に位置する大字『南太閤山1～19丁目』の地域。
- 橋下条（はしげじょう）

1942年6月8日に小杉町に編入された射水郡橋下条村だった地域。
- 金山（かなやま）

1953年11月15日に小杉町に編入された射水郡金山村だった地域。
- 大江（おおごう）

1953年12月1日に小杉町に編入された射水郡大江村だった地域。
- 黒河（くろかわ）

1954年3月27日に小杉町に編入された射水郡黒河村だった地域。太閤山ランド、富山県立大学が所在。竹林が多く県内有数のタケノコの産地でもある。
- 池多（いけだ）

1959年4月1日に分村合併により小杉町と婦負郡呉羽町にそれぞれ編入された婦負郡池多村のうち小杉町側に編入された地域。

#### 大門地区（旧・大門町）
和田川沿いに広がる地域。高岡市のベッドタウンとして宅地開発が進行し、旧町域北部（大門・二口地区）から大島地区南部にかけて合併前の境界線を跨いで住宅地が連なり、一つの市街地を形成している。また、企業団地や流通団地が多く立地するため、旧・射水郡の4町村では最も昼間人口比率が高い。
- 大門（だいもん）

町村制施行当初から大門町だった区域（所謂“旧町”）。庄川の西岸に飛び地として「枇杷首（びわくび）」があるが、大門大橋により往来は容易。（ただし通勤ラッシュ時は渋滞する傾向にある。）
- 二口（ふたくち）

1954年3月1日に大門町と合併した射水郡二口村だった地域。射水市役所大門地区センターが所在する。近年は宅地開発が盛んである。
- 浅井（あさい）

1954年3月1日に大門町と合併した射水郡浅井村だった地域。
- 水戸田（みとだ）

1954年3月1日に大門町と合併した射水郡水戸田村だった地域。
- 櫛田（くした）

1954年3月1日に大門町と合併した射水郡櫛田村だった地域。地区名としては「櫛田」表記だが、地区の中心部の住所としては「射水市串田（読みは同じ）」表記となる。櫛田神社が所在する。

#### 下地区（旧・下村）
- 下（しも）

のどかな田園地帯が広がる地域。倉垣荘の荘家だったと伝わる下村加茂神社が所在し、やんさんま祭りなどで知られる。

#### 大島地区（旧・大島町）
- 大島（おおしま）

あいの風とやま鉄道越中大門駅、および射水市役所の本庁舎が所在する。あいの風とやま鉄道線の沿線北側を中心に宅地開発が進む一方、郊外は田園などが広がる。合併前から「ヘチマの里」、「絵本のまち」として町おこししている。

## 教育
大学
- 富山県立大学
- 放送大学富山学習センター
- 富山福祉短期大学

高等専門学校
- 富山高等専門学校・射水キャンパス

専門学校
- 富山情報ビジネス専門学校

高等学校
- 富山県立新湊高等学校
- 富山県立小杉高等学校
- 富山県立大門高等学校

中学校
- 射水市立新湊中学校 - 八幡町3丁目
- 射水市立新湊南部中学校 - 鏡宮
- 射水市立射北中学校 - 堀岡古明神
- 射水市立小杉中学校 - 戸破
- 射水市立小杉南中学校 - 南太閤山1丁目
- 射水市立大門中学校 - 二口

小学校
- 射水市立新湊放生津小学校 - 中新湊
- 射水市立作道小学校 - 作道
- 射水市立片口小学校 - 片口高場
- 射水市立堀岡小学校 - 海竜町
- 射水市立東明小学校 - 海老江七軒
- 射水市立塚原小学校 - 松木
- 射水市立小杉小学校 - 戸破
- 射水市立金山小学校 - 青井谷
- 射水市立歌の森小学校 - 黒河
- 射水市立太閤山小学校 - 橋下条

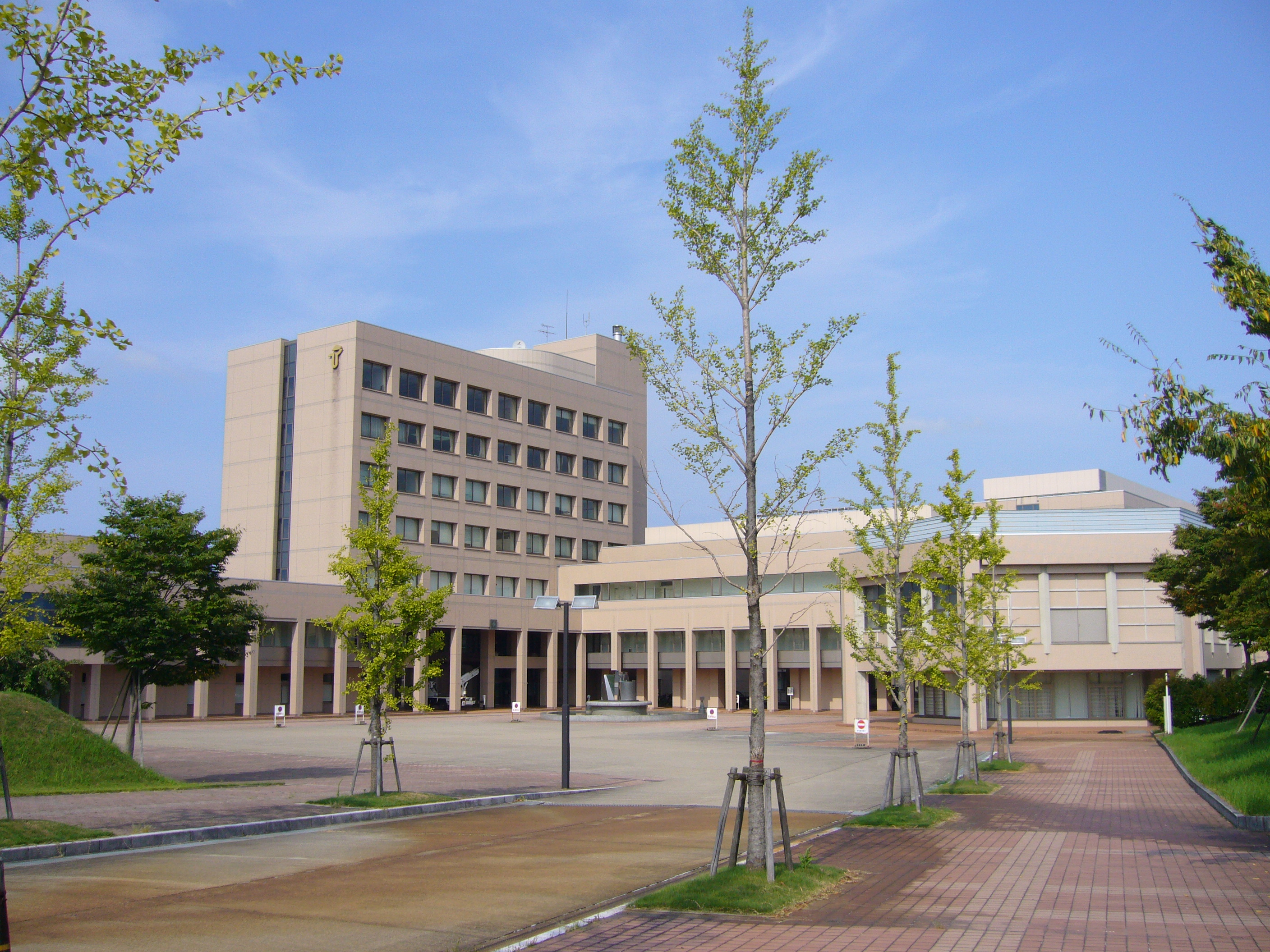
富山県立大学

- 射水市立中太閤山小学校 - 中太閤山11丁目
- 射水市立大門小学校 - 二口
- 射水市立大島小学校 - 小島
- 射水市立下村小学校 - 加茂中部
- 片山学園初等科

 過去に存在した学校 
- 高等学校

- 中学校

- 小学校

## 交通

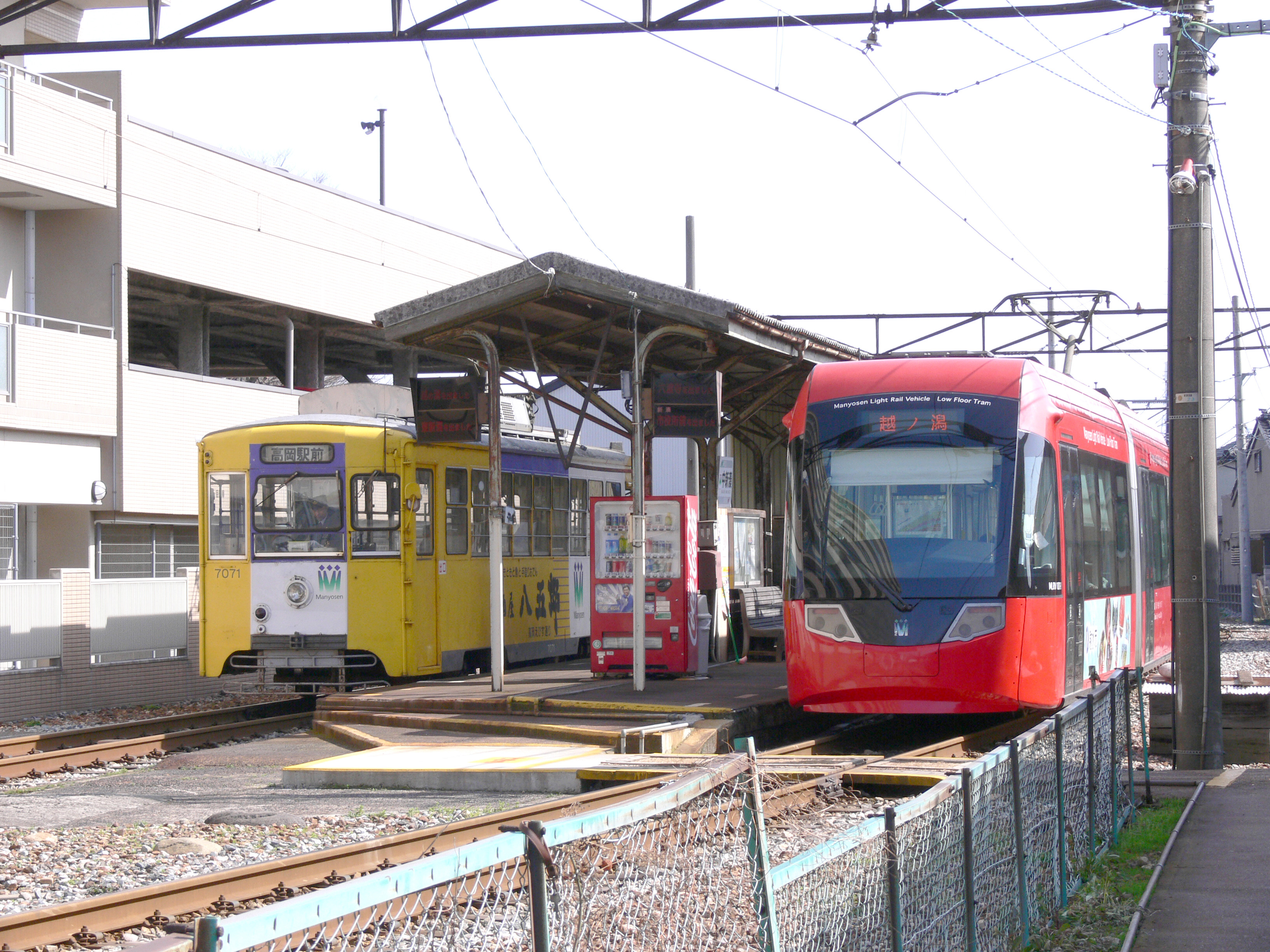
中新湊駅

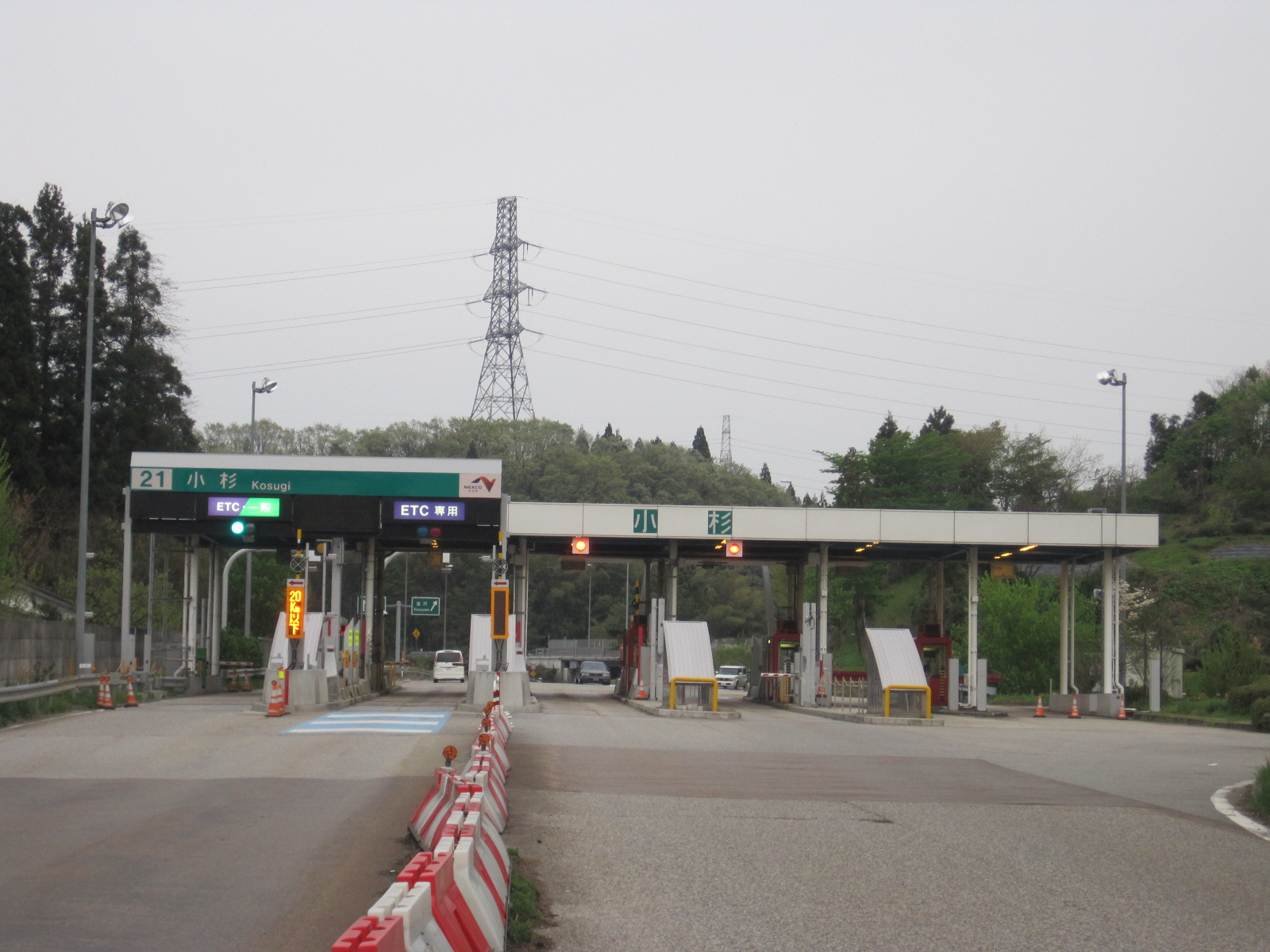
小杉IC

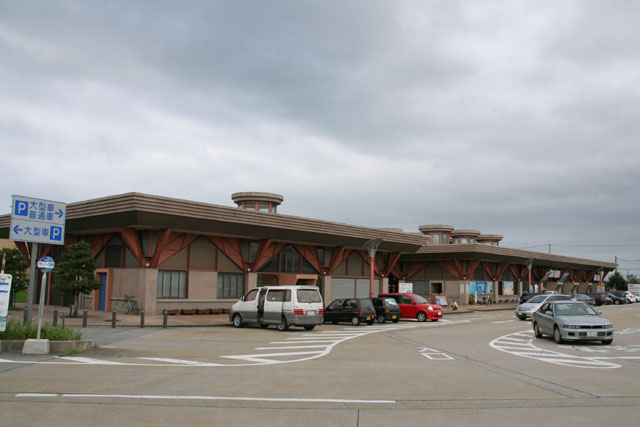
道の駅カモンパーク新湊

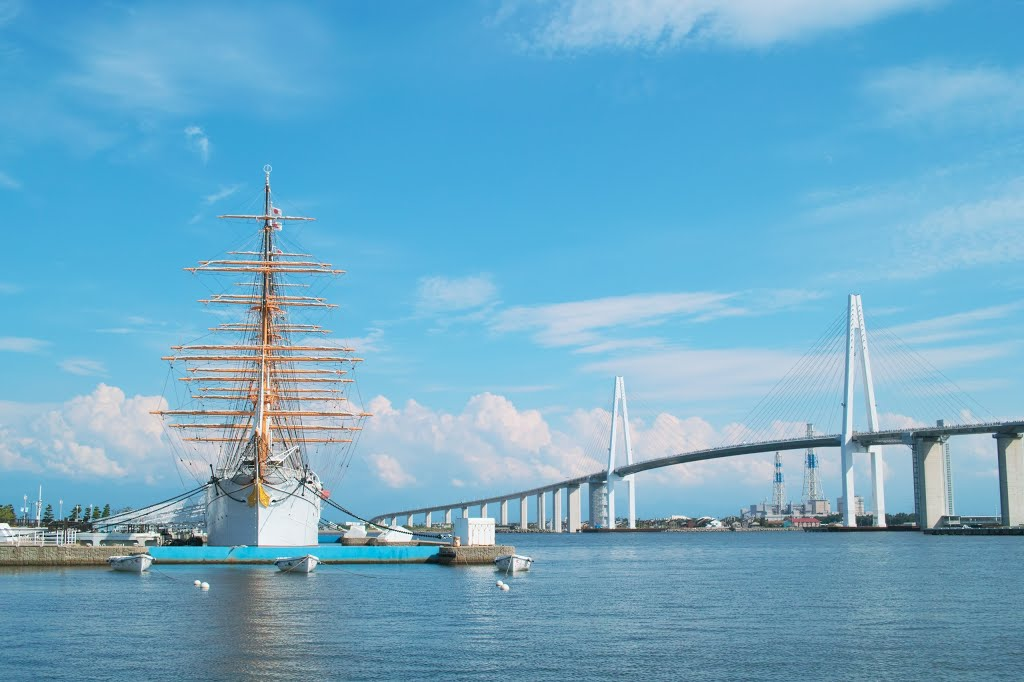
新湊大橋と海王丸

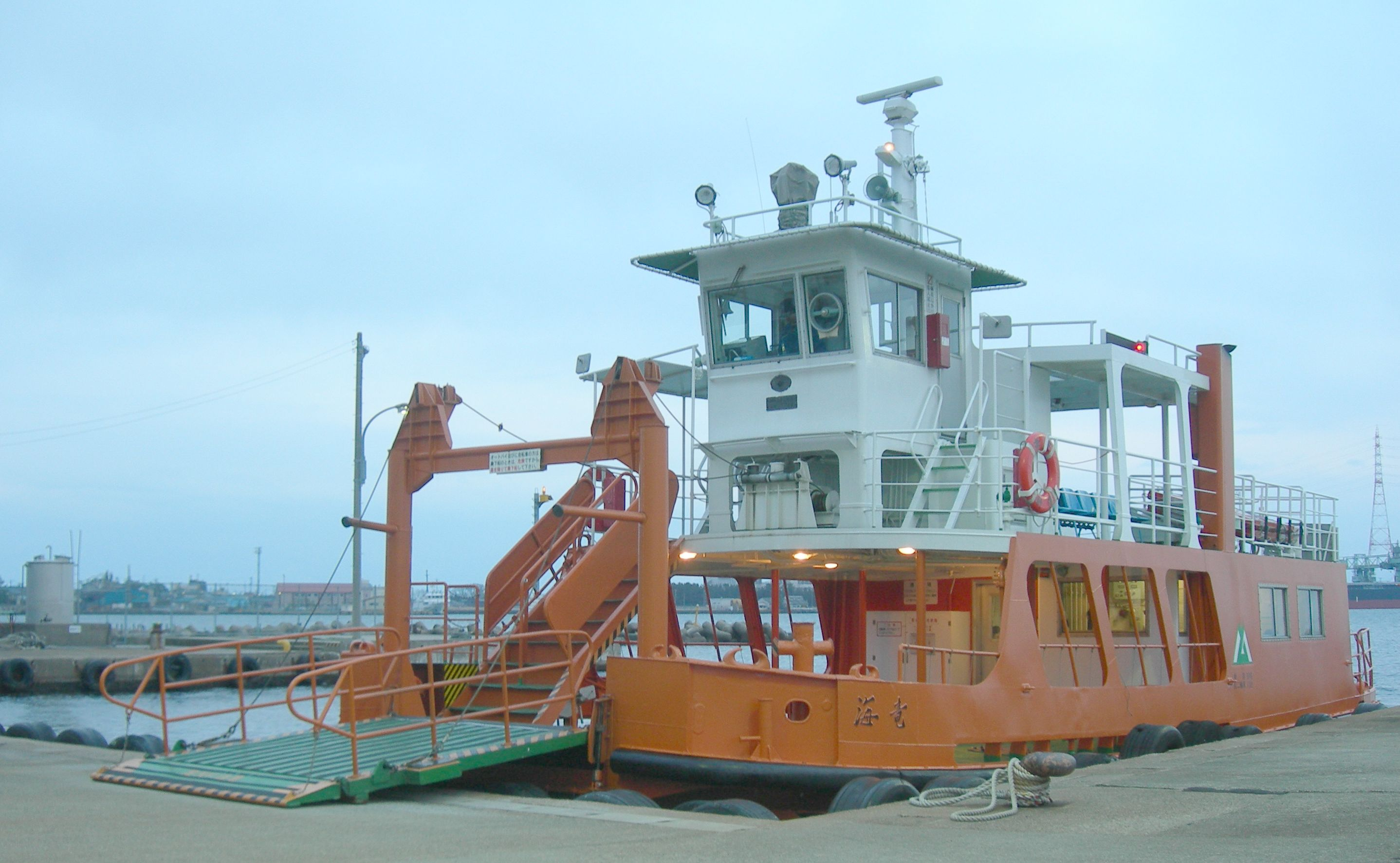
越ノ潟フェリー

### 鉄道
あいの風とやま鉄道
- ■あいの風とやま鉄道線
  - 越中大門駅 - 小杉駅

万葉線
- ■高岡軌道線
  - 中伏木停留場 - 六渡寺駅
- ■新湊港線
  - 越ノ潟駅 - 海王丸駅 - 東新湊駅 - （高岡市） - 新町口駅 - 第一イン新湊 クロスベイ前駅 - 庄川口駅 - 六渡寺駅

- 中心となる駅：小杉駅。かつては、JTB時刻表では市外の中新湊駅が中心駅として記載されていたが、2021年12月号からは小杉駅が中心駅として記載されている[10]。

### バス・タクシー
- 富山地方鉄道
- 加越能バス
- 射水市コミュニティバス
- 海王交通
- 小杉タクシー
- 大門タクシー
- 射水市デマンドタクシー
  - コミュニティバス見直しの一環で令和6年9月2日から北東エリアで運行が始まった。デマンド型交通で利用には登録や予約が必要である。

### 道路
高速道路
- 北陸自動車道：- 小杉IC -

一般国道
- 国道8号
- 国道415号
- 国道472号

主要地方道
- 富山県道44号富山高岡線（旧国道8号）
- 富山県道9号富山戸出小矢部線
- 富山県道11号新湊庄川線
- 富山県道31号小杉婦中線
- 富山県道41号新湊平岡線
- 富山県道57号高岡環状線
- 富山県道58号高岡小杉線
- 富山県道62号富山小杉線
- 富山県道73号高岡青井谷線

一般県道
- 富山県道204号小杉本江線
- 富山県道231号松木鷲塚線
- 富山県道232号堀岡小杉線
- 富山県道236号小杉大門線
- 富山県道239号井栗谷大門線
- 富山県道246号小泉高岡線
- 富山県道322号八町大門線
- 富山県道347号東老田白石線
- 富山県道348号太閤山戸破線
- 富山県道349号白石西高木戸破線
- 富山県道352号広上大門新線
- 富山県道367号串田新黒河線
- 富山県道377号小杉吉谷線

道の駅
- カモンパーク新湊

### 港湾
- 伏木港（国際拠点港湾・特定港）

富山県営渡船
- - 越の潟 - 堀岡

## 郵便
- 小杉郵便局 受持地域：旧新湊市の一部、旧小杉町、大門町、大島町、下村および高岡市の一部
- 高岡郵便局 受持地域：旧新湊市の一部および高岡市の一部

## 経済

### 本社を置く企業
- 東洋ガスメーター
- アルビス
- ヤマサン食品工業
- 新湊かまぼこ
- 燐化学工業
- 大谷製鉄
- 刃研（刃物専門店・日本橋「うぶけや」などに人造砥石を提供）
- MERF

### 支社・支店を置く企業
- 北陸名鉄運輸富山支店
- ヤマト運輸富山主管支店
- ファナック富山サービスセンタ

### 工場・事業所を置く主な企業
- 大塚製薬工場富山工場
- 三協立山新湊工場・射水工場・新湊東工場
- タカギセイコー新湊工場・新湊金型工場
- 日本高周波鋼業富山製造所
- ヤヨイ化学工業射水工場
- 救急薬品工業事業本部・富山工場
- 電元社製作所富山工場
- 新日本電工北陸工場
- 東洋紡庄川工場
- アルインコ富山

### 大型商業施設
- コストコ射水倉庫店
- アル・プラザ小杉
- 太閤山ショッピングセンターパスコ
- イータウン大島 - 2004年7月22日に北陸最大級のオープンモール型複合商業施設（当時）として開業[11]。
  - フードランドアルビス大島店[12]
  - DCM[12]
  - ヤマダデンキ[12]
  - ユニクロ[12]
- 射水アイタウンⅠ・Ⅱ
  - 大阪屋ショップ
  - ケーズデンキ
  - ドン・キホーテ
  - ニトリ
- アプリオ

### その他の主な商業施設
- アルビス
- マックスバリュ
- しまむら
- スギ薬局
- ウエルシア
- ディスカウントドラッグコスモス
- クスリのアオキ
- マツモトキヨシ
- ジョーシン
- 明文堂書店 TSUTAYA 高岡射水店
- TSUTAYA BOOKSTORE小杉町店

## マスメディア
- 射水ケーブルネットワーク（ケーブルテレビ局）
- エフエムいみず（コミュニティ放送局）
  - 市内には北日本新聞、富山新聞の取材拠点が所在する。

## 名所・旧跡・観光スポット・祭事・催事

### 名所・旧跡・観光スポット
- 太閤山ランド
- 太閤山天然温泉 太閤の湯
- 天然温泉 海王
- 海王丸パーク（海王丸）
- 県民公園新港の森
- 櫛田神社
- 加茂神社
- 放生津八幡宮
- 日宮城
- 鳥取の里
- 射水市新湊博物館（旧・新湊市博物館）
- 射水市大島絵本館（旧・大島町絵本館）
- 串田新遺跡（国の史跡）

遺跡公園として整備されている。標高45メートルの大沢山という独立丘陵上にある、縄文時代から古墳時代の複合遺跡。1949年から発掘調査が継続して実施された。当遺跡出土の縄文土器について、現地を実見した考古学者の山内清男（やまのうちすがお）は、北陸地方縄文土器の系統の一つとして「串田新式」と呼ぶことを提唱した。縄文時代の竪穴建物跡、古墳時代の円墳5基（うち2基は消滅）がまとまって存在する貴重な遺跡である。遺物としては縄文時代中後期の土器・土製品・石器、弥生時代と古墳時代の土器などが出土している。1976年、国の史跡に指定された
- 小杉丸山遺跡（国の史跡）

射水丘陵南西部に位置する、飛鳥時代後期（7世紀）の瓦・須恵器生産にかかわる遺跡である。当遺跡から出土した軒丸瓦は、飛鳥の坂田寺系統のものである。遺跡は見学者用に整備され、須恵器窯、製鉄炉、工人住居などの跡が保存されている。また、「飛鳥工人の館」というガイダンス施設が建てられている。1990年、国の史跡に指定された。

### 祭事・催事
- 加茂神社鰤分け神事（1月1日）
- 加茂神社鳥追い神事（1月15日）
- 新湊のボンボコ祭り（4月）
- 加茂神社やんさんま（流鏑馬）祭り・牛乗式（5月4日）
- 新湊獅子舞祭り（5月15日）
- 越中だいもん凧まつり（5月第3土・日曜日）
- 加茂神社御田植祭（6月上卯日）
- 下条川みこし祭り（8月上旬）
- 富山新港新湊まつり（7月下旬から8月上旬の第1土・日曜）
- 黒河夜高祭（8月下旬）
- 加茂神社の稚児舞（9月4日）越中の稚児舞として国の重要無形民俗文化財に指定
- 二口熊野社火渡り神事(9月8日)
- 櫛田神社火渡り神事(9月10日)
- 海老江曳山祭（秋分の日）
- 加茂神社の神送祭（9月30日）
- 放生津曳山祭（10月1日）
- 放生津八幡宮放生祭（10月2日）
- 新湊産業海鮮まつり（10月中旬）→新湊カニかに海鮮白えびまつり（10月下旬）
- 大門曳山まつり（10月第二日曜）
- 加茂神社の神迎祭（10月31日）
- またてのえびす様渡し（11月）
- 射水市農業産業まつり(11月上旬)
- ツゥインクルナイト(12月〜)下条川のイルミネーション
- 海王丸パークの総帆展帆（そうはんてんぱん＝セイルドリル　年10回程度）

## 著名な出身者・在住者
- 立川志の輔（旧：新湊市） - 落語家
- 立川談洲 - 落語家
- 須藤晃（旧：小杉町）-　音楽プロデューサー
- 水越結花（旧：大島町） - 歌手
- 田知本愛（旧：小杉町） - 柔道家
- 田知本遥（旧：小杉町） - 柔道家
- 土肥健二（旧：新湊市） - 元プロ野球選手（捕手）
- 矢地健人（旧：新湊市） - 元プロ野球選手（投手）
- 大旺吉伸（旧：新湊市） - 元大相撲力士（最高位：東前頭4枚目）
- 柳沢敦（旧：小杉町） - サッカー選手 (FW)
- 正力松太郎（旧：大門町） - 元科学技術庁長官、読売新聞社社主、名誉市民[17]
- 小林與三次（旧：大門町） - 元読売新聞社・日本テレビ放送網社長、名誉市民[17]
- 小杉善信（旧：新湊市） - 日本テレビホールディングス社長、日本テレビ放送網社長、元チーフプロデューサー
- 花咲アキラ（旧：新湊市） - 漫画家
- 高松美咲 - 漫画家
- 中島智彦（旧：新湊市） - 俳優・声優
- 山田辰夫（旧：大島町） - 俳優[18]
- 長島弘樹（旧：下村） - 富山テレビ放送アナウンサー、元東海テレビ放送アナウンサー
- 青井忠治（旧：小杉町） - 実業家（丸井創業者）。NHKアナウンサー・青井実の祖父
- 武道優美子（旧：小杉町） - 北日本放送アナウンサー
- 柴田泰佳（旧：小杉町） - フリーアナウンサー、元北日本放送アナウンサー
- 雷鳥（旧：新湊市） - 漫才師
- 矢郷良明（旧：大島町） - プロレスラー
- 玉本奈々（旧：小杉町） - 現代美術作家・著者
- 伊藤敏博 ※在住 - 歌手
- 澤武紀行 - 歌手

## 歴史上の人物
- 三善為康
- 藤井直明
- 瓜谷長造
- 石黒宗麿
- 足利義稙：室町幕府第10代将軍。明応の政変で京を追われていた時、一時期滞在していたことがある。
- 日隆 (本門法華宗)：法華宗の僧侶。本能寺を開山した。

## 射水市を舞台にした作品

### 映画
- 『乱反射』 おばあちゃんの家（旧やなせ洋装品店）とおばあちゃんへの家へのルートで奈呉の浦大橋が出る。
- 『RAILWAYS 愛を伝えられない大人たちへ』 在宅ケア患者の家で新湊の渡辺邸、妻が在宅ケア患者宅に向かう場面で内川の西橋。
- 『あなたへ』 主人公の倉島英二とその妻の洋子が豪華絢爛な新湊の曳山と、子どもたちが担ぐ神輿を見ながら楽しむ。
- 『脳男』 護送車の爆破シーンなど、富山新港公共埠頭を3日全面封鎖して撮影された。
- 『人生の約束』 石橋冠監督・竹野内豊主演（2016年） - 10月1日の曳山祭りが中心となった人間ドラマ。
- 『真白の恋』(2017年2月公開) 新湊内川地区で暮らしている女性が東京から来たカメラマンに恋心を抱く。

### アニメーション
- ペルソナ 〜トリニティ・ソウル〜（2008年） - 海王丸パーク、新湊大橋をモデルとしたとみられる場面が登場する。（富山県では地上波未放送）

### テレビ
- 『恋仲』放生津町、港町などで撮影された。

## 郵便番号・電話番号
郵便番号 933-XXXX 934-XXXX 939-XXXX
電話番号 0766-XX-XXXX（全市内）

## PR等
- 射水市を応援する非公認萌えキャラクター「イミズちゃん」が小村れいによって考案され、各種イベントなどに出演している[19][20][21]。